# Хогстратен, Самюэл ван
Хогстратен (Хоохстратен), Самюэл Диркс ван (нидерл. Samuel Dirksz van Hoogstraten, Hoochstraten; 2 августа 1627, Дордрехт — 19 октября 1678, Дордрехт) — голландский живописец, рисовальщик, гравёр в технике офорта Золотого века голландской живописи, литератор, историограф и теоретик искусства.

## Биография
Хогстратен был старшим из семерых детей в семье. Его дед — Ян Хоохстратен (ок. 1568—1605) был живописцем. Отец — Дирк ван Хоохстратен (ок. 1596—1640) также живописец и гравёр.
Первые уроки живописи Самюэл получил у отца. Когда Дирк ван Хогстратен в 1640 году умер, Самюэл переехал из Дордрехта в Амстердам, где в 1642 году стал учеником Рембрандта.
Под руководством учителя Самюэл писал картины на библейские сюжеты и бытовые сцены, портреты и натюрморты в рембрандтовском стиле; ряд работ Хогстратена близок к манере Питера де Хоха и Габриеля Метсю. Помимо Рембрандта, Самюэл учился у Иеронима Вирикса.
В одно время с Самюэлом в мастерской Рембрандта проходил обучение Карел Фабрициус, благодаря общению с которым Хогстратен увлёкся перспективой и эффектами обмана зрения (фр. trompe-l'œil — «обман глаза», «обманчивая видимость»). В этой области он впоследствии прославился.
В 1648 году Самюэл возвратился в Дордрехт, но ненадолго: в 1651 году он отправился в большое путешествие по Европе. Посетив в 1651—1653 годах Утрехт, Арнем, Кёльн, Франкфурт-на-Майне, Аугсбург, Регенсбург и Вену.
По возвращении на родину художник 18 июня 1656 года женился на Саре Бален (умерла в 1678 году) и получил назначение на должность директора монетного двора.
В 1662—1666 годах состоялось путешествие в Лондон. Прожив ещё несколько лет в Гааге, Хогстратен в 1673 году окончательно поселился в Дордрехте.
В Вене он некоторое время провёл при королевском дворе, в Риме художник познакомился с искусством итальянского Возрождения. В Вечном городе он вступил в общество «Перелётные птицы», или «Бент» (нидерл. bent — клуб, собрание, нидерл. Bent vogels — перелётные птицы, или нидерл. Bentvueghels — «птицы пера») — сообщество, или «братство», иностранных художников, прибывавших в католический Рим из северных стран (главным образом из Нидерландов и Германии) с целью изучения сокровищ классического искусства и совершенствования своего мастерства. По обычаю общества он получил новое, «кривое» имя: «Батавьер».
В двадцать четыре года Самюэл был награждён императорским медальоном и золотой цепью от императора Священной Римской империи Фердинанда III.

## Творчество
Хогстратен удачно использовал своё мастерство владения линейной перспективой для создания своеобразных «подглядывающих устройств» или «перспективных коробок» (perspective boxes). Например, деревянный ящик с убедительными иллюзорно-трёхмерными видами интерьера жилого голландского дома, если смотреть через глазки на обоих концах коробки.
Одна из таких перспективных коробок экспонируется в Национальной галерее в Лондоне.
Многие живописные произведения Хогстратена, например, «Вид вдоль коридора», также построены на эффектах, создаваемых перспективой. Вскоре художник начал активную творческую деятельность в качестве портретиста. Он работал не только как живописец, но и как гравёр (примером может служить автопортрет, награвированный Самюэлом в возрасте пятидесяти лет). В своём городе он считался одним из самых почётных граждан. Он писал пейзажи, жанровые и исторические сцены, анималистические картины, натюрморты. Портрет, датированный в 1645 году, вызывает в памяти картины Рембрандта; в этом направлении творчество Хогстратена развивалось приблизительно до 1653 года, когда появился его знаменитый «Старик, выглядывающий из окна» — картина, выписанная настолько скрупулёзно, что изображение кажется оживающим.
«Вид внутреннего двора в венском Хофбурге» — свидетельство его мастерства в изображении архитектуры (художник, увлекавшийся техническими новшествами, такими как камера-обскура и телескоп, применял их в своей работе живописца), а «Дама, читающая письмо во время прогулки во дворе» и «Больная и медик» — образцы картин в духе Питера де Хоха. Одно из его поздних произведений, датируемое 1670 годом, — портрет живописца «Матейса ван ден Брука». Художник оставил немного картин, что скорее всего объясняется разносторонностью его интересов.
Хогстратен много времени уделял литературным занятиям. Его главное произведение — изданный в 1678 году в Роттердаме трактат «Введение в высокую школу живописи, или Видимый мир» (Inleyding tot de hooge schoole der schilderkonst: anders de zichtbaere werelt), который по объёму и широте охвата выдвигает автора в первые ряды историографов и теоретиков искусства XVII века.
В трактате рассматриваются такие вопросы, как специфика живописного мастерства и возможности зрительной иллюзии, моральные принципы художника и связь живописи с философией со ссылками на древних и современных авторов. Много внимания в этом труде уделено Рембрандту; мы обязаны художнику тем, что до нас дошли эстетические взгляды и некоторые высказывания его учителя. Хогстратен написал также ряд сонетов и трагедию.
Из учеников Хогстратена известность получили живописец Арт де Гелдер и историограф Арнольд Хоубракен, который позднее написал книгу под названием «Великий театр нидерландских художников и художниц» (De Groote Schouburgh der Nederlantsche Konstschilders en Schilderessen, 1718—1721), в которую вошла биография его учителя. Эта биография является основой большей части информации, которой мы располагаем о Самюэле Хогстратене в наше время.
В  санкт-петербургском Эрмитаже имеются три картины Хогстратена.

## Галерея
- Натюрморт Trompe-l'oeil. 1664. Холст, масло. Городской музей, Дордрехт
- Маттеус ван ден Брук. Между 1670 и 1678. Холст, масло. Рейксмюсеум, Амстердам
- Вид коридора. Ок. 1670. Холст, масло. Лувр, Париж
- Вид вдоль коридора. 1662. Холст, масло. Дайрем-парк, Глочестершир, Англия
- Старик, выглядывающий из окна. 1653. Холст, масло. Музей истории искусств, Вена
- «Перспективная коробка». Между 1655 и 1660. Дерево, масло. Национальная галерея, Лондон
- Натюрморт Vanitas с размышляющим молодым человеком. 1640-е. Холст, масло. Частное собрание